# Rekhetre
Rekhetre là một công chúa và cũng là vương hậu Ai Cập cổ đại thuộc nửa sau thời kỳ Vương triều thứ 4. Chồng bà chưa được tìm thấy trong bất kỳ nguồn nào, nhưng được cho là Pharaon Menkaure dù chưa có bằng chứng xác đáng.

## Danh hiệu
Reketre mang hai danh hiệu thường thấy của các vương hậu và công chúa thời kỳ này: Người con gái do Đức vua sinh ra, Người trông thấy Horus và Seth (ám chỉ Pharaon), Nữ quân sư vĩ đại và Hôn thê của Đức vua (tạm dịch từ các danh hiệu King's Daughter (of His Body), She who sees Horus and Set, Great Educatress, King's wife).
Trong ngôi mộ của Kaemnefret, tư tế dâng lễ cho Reketre sau khi qua đời, thì Reketre được ghi là con gái của Pharaon Khafre.

## Lăng mộ
Reketre là chủ nhân của mastaba mang số hiệu G-8530 nằm ở trung tâm quần thể kim tự tháp Giza (phía đông Kim tự tháp Khafre). Ngôi lăng có kích thước lớn đáng kể, được xây từ những khối đá vôi trong vùng, được khai quật bởi Selim Hassan vào khoảng năm 1934–1935.
Phòng cất giữ thi hài được đẽo khắc hoàn toàn vào đá, kích thước khoảng 4 x 3,95 m. Bên trong đặt chiếc quách bằng đá vôi trắng không khắc chữ, quay hướng đông bắc. Đằng sau quách là một loại kệ dựng từ các khối đá vôi nhỏ. Nắp quách có hai tay cầm ở hai đầu, đặt hơi lệch so với vị trí gốc. Không có bất kỳ một vật thể gì được tìm thấy trong quách, nhưng có một xương cẳng chân bò đực nằm trên nắp quách. Trên đống đất đá ở phía tây nam quách có ít mẩu xương người và một phần của hộp sọ người, khả năng cao đó chính là phần còn sót lại từ thi hài của vương hậu Reketre. Ngoài ra, vài cổ vật như đĩa, lọ, bình bằng thạch cao tuyết hoa và đá vôi cũng được tìm thấy.